# Férfi 25 kilométeres hosszútávúszás a 2009-es úszó-világbajnokságon
A férfi 25 kilométeres hosszútávúszást a 2009-es úszó-világbajnokságon július 25-én rendezték meg.

## Érmesek
| Arany                       | Ezüst                      | Bronz                            |
| Olaszország · Valerio Cleri | Ausztrália · Trent Grimsey | Oroszország · Vlagyimir Gyatcsin |

## Eredmények
| Helyezés  | Úszó                      | Nemzetiség | Idő       |
| --------- | ------------------------- | ---------- | --------- |
| Aranyérem | Valerio Cleri             | ITA        | 5:26:31.6 |
| Ezüstérem | Trent Grimsey             | AUS        | 5:26:50.7 |
| Bronzérem | Vlagyimir Gyatcsin        | RUS        | 5:29:29.3 |
| 4         | Brian Ryckeman            | BEL        | 5:30:18.4 |
| 5         | Loic Branda               | FRA        | 5:30:20.9 |
| 6         | Bertrand Venturi          | FRA        | 5:30:22.9 |
| 7         | Brendan Capell            | AUS        | 5:30:27.5 |
| 8         | Rostislav Vitek           | CZE        | 5:32:38.8 |
| 9         | Simon Tobin-Daignault     | CAN        | 5:34:48.2 |
| 10        | Libor Smolka              | CZE        | 5:35:06.4 |
| 11        | Sean Ryan                 | USA        | 5:36:22.2 |
| 12        | Andrea Volpini            | ITA        | 5:36:37.9 |
| 13        | Manuel Chiu               | MEX        | 5:39:12.1 |
| 14        | Rodrigo Elorza            | MEX        | 5:43:26.4 |
| 15        | Danyill Szerebrennyikov   | RUS        | 5:46:21.7 |
| 16        | Arseniy Lavrentyev        | POR        | 5:48:43.0 |
| 17        | Saleh Mohammed            | SYR        | 5:49:30.6 |
| 18        | Adel El-Behary            | EGY        | 5:54:00.3 |
| --        | Evgenij Pop Avec          | MKD        | OTL       |
| --        | Mohammed Jassim Alghareeb | KSA        | DNF       |
| --        | Alex Meyer                | USA        | DSQ       |
| --        | Mazen Metwaly             | EGY        | DNS       |
| --        | Diego Nogueira Montero    | ESP        | DNS       |